# Notturno op. 32 n. 2 (Chopin)
Il Notturno op. 32 n. 2 in La bemolle maggiore è una composizione di Fryderyk Chopin scritta fra il 1836 e il 1837.

## Storia
Come per il Notturno op. 32 n.1, anche per questo è stata ipotizzata una prima, iniziale stesura in anni giovanili, probabilmente prima del 1832; la motivazione sta nell'affinità di alcuni passaggi con i notturni di John Field i cui influssi sull'opera di Chopin si avvertono proprio negli anni delle prime composizioni. La costruzione e la versione definitiva dei due brani riflettono però una maturità del musicista che non gli apparteneva ancora all'epoca; i due Notturni sono stati completati e definiti fra il 1836 e il 1837 e pubblicati, dopo quasi un anno, prima a Londra da Wessel e in seguito da Schlesinger a Parigi e a Berlino.
Oggi sono fra i Notturni meno eseguiti, ma all'epoca di Chopin erano molto apprezzati e popolari, tanto che il violinista August Wilhelmj ne fece, in seguito, una trascrizione per violino solo, pubblicata anche in Italia.

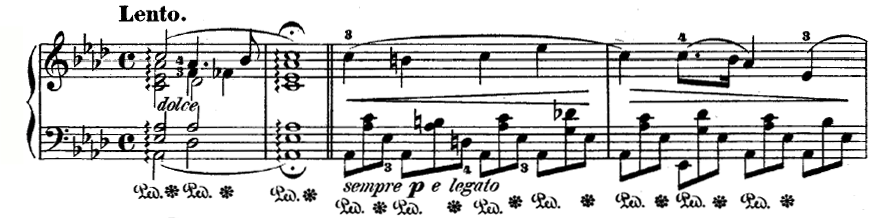
Battute iniziali del Notturno in La bemolle maggiore

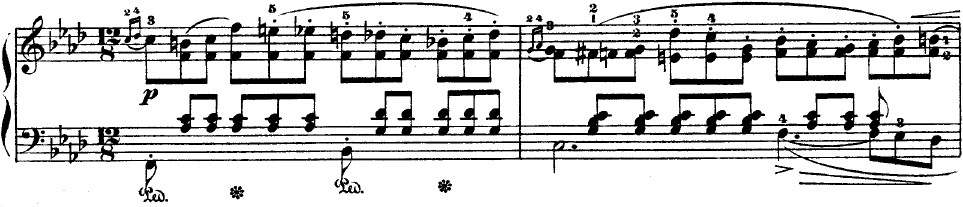
Sezione centrale del Notturno

## Analisi
Il Notturno presenta la consueta struttura tripartita ABA'. La parte iniziale della composizione, due battute di Introduzione eseguite in Lento, si rivela una contrapposizione di notevole effetto con la parte finale del Notturno precedente e la sua inquietante drammaticità. La prima sezione ha un carattere elegiaco, espressa con una melodia cantabile e di largo respiro; l'ornamentazione, con notine, trilli e gruppetti, è apposta con molta discrezione. La parte centrale, in 12/8, si pone in contrasto con la prima, la musica diventa più agitata, dal carattere danzante e presenta aspetti modali diversi, prima in Fa minore e in seguito Fa diesis minore; il brano prende man mano intensità dalle successive ripetizioni diventando più vigoroso nell'ultima frase caratterizzata da un febbrile crescendo; tutta la tensione porta quindi alla ripresa del motivo iniziale riproposto in fortissimo e con l'indicazione Appassionato. È una costruzione che richiama il Notturno op. 9 n.3 e i primi due dell'op. 15, ma la scrittura di Chopin si è col tempo modificata e qui la Ripresa si distacca dalla prima parte soprattutto per il mutamento nella forza e intensità espressiva più che per le variazioni dei temi esposti. La coda finale è costituita da una variante dell'ultima frase della prima parte; un punto coronato sospende per un attimo l'esecuzione che si chiude con le stesse battute dell'Incipit.